# Corning (Nueva York)
Corning es una ciudad ubicada en el condado de Steuben en el estado de Nueva York. En el año 2000 tenía una población de 10,842 habitantes y una densidad poblacional de 1,347.3 personas por km².

## Geografía
Según la Oficina del Censo, la ciudad tiene un área total de 8,5 km² (3,3 mi²), de la cual 8 km² (3,1 mi²) es tierra y 0,4 km² (0,2 mi²) (5.18%) es agua.

## Demografía
Según la Oficina del Censo en 2000, los ingresos medios por hogar en la localidad eran de $32,780 y los ingresos medios por familia eran $46,674. Los hombres tenían unos ingresos medios de $39,805 frente a los $27,489 para las mujeres. La renta per cápita para la localidad era de $22,056. Alrededor del 13.0% de la población estaban por debajo del umbral de pobreza.